# Стара Вісьневка
Стара Вісьневка (пол. Stara Wiśniewka, нім. Lugetal) — село в Польщі, у гміні Закшево Злотовського повіту Великопольського воєводства.
Населення — 536 осіб (2011).
У 1975-1998 роках село належало до Пільського воєводства.

## Демографія
Демографічна структура станом на 31 березня 2011 року:
|          | Загалом | Допрацездатний вік | Працездатний вік | Постпрацездатний вік |
| -------- | ------- | ------------------ | ---------------- | -------------------- |
| Чоловіки | 284     | 76                 | 182              | 26                   |
| Жінки    | 252     | 50                 | 155              | 47                   |
| Разом    | 536     | 126                | 337              | 73                   |